# 袁紫衣
袁紫衣是金庸小說《飛狐外傳》女主角之一，母親袁銀姑被惡霸鳳天南強姦成孕誕下她。輾轉逃到回疆投靠紅花會。拜師時出家為尼，法名圓性。生性好强贪玩，因此精通各门派的武功绝艺。也因戏弄胡斐而与其相识。為金庸小説中武功絕頂的高手之一。
後到江湖上行走為方便行事以俗家打扮行走，隨母姓袁，名紫衣（意指僧服中緇衣芒鞋的「緇衣」）。為搗亂福康安的掌門大會，不斷搶走各門派的掌門之位。後來在中原遇到胡斐後，對他暗生情愫，到自覺之時已不能自拔。
及後在掌門大會上卸下假髮自表身分，殺死污辱過母親的湯沛，自己卻身受重傷。知道程靈素為救胡斐而死後，留下偈語：「一切恩爱会，无常难得久。生世多畏惧，命危于晨露。由爱故生忧，由爱故生怖。若离于爱者，无忧亦无怖。」，黯然離去。

## 影視形象

### 劇集
- 米雪：香港佳視電視劇《雪山飛狐》（1978年）
- 周秀蘭：香港無線電視劇《雪山飛狐》（1985年）
- 伍宇娟：台灣台視電視劇《雪山飛狐》（1991年）
- 滕麗名：香港無線電視劇《雪山飛狐》（1999年）
- 朱茵：中國慈文影視《雪山飛狐》（2007年）
- 梁潔：中國企鵝影視《飛狐外傳》（2022年）

### 電影
- 歐嘉慧：《雪山飛狐》（1964年），香港粵語長片，峨嵋電影公司
- 惠英紅：《新飛狐外傳》（1984年），邵氏公司
- 張敏：《飛狐外傳》（1993年），嘉禾電影公司